# ベン・リー (ヴァイオリニスト)
ベン・リー（Ben Lee、1980年9月14日 - ）は、イングランドのエレクトリック・ヴァイオリニスト、作曲家、音楽プロデューサー。エレクトリック・ヴァイオリン・デュオ「FUSE」のメンバーとして活動している。
ギネス世界記録における「ヴァイオリン速弾き」の元タイトル・ホルダーとして知られる。2010年にロンドンのスタジオで「熊蜂の飛行」を58秒515で完奏したものが記録として認定された。4年間にわたり「ヴァイオリン速弾き」記録保持者であった。使用楽器はアコースティックではなく、エレクトリック・ヴァイオリンである。

## 経歴
2009年に交通事故で右手と右手首を負傷。バンドパートナーのリンジーに勧められ、リハビリとして速弾きの練習を始めた。イギリスのTV番組『アラン・ティッチマーシュ・ショー』に出演した一週間後に64秒21を記録し、デイヴィッド・ギャレットの65秒26を破り世界一となる。2010年に58秒515で自己記録更新。